# Whitehall Glacier
Whitehall Glacier är en glaciär i Antarktis. Den ligger i Östantarktis. Nya Zeeland gör anspråk på området. Whitehall Glacier ligger 41 meter över havet.
Terrängen runt Whitehall Glacier är varierad. Whitehall Glacier ligger nere i en dal som går i nord-sydlig riktning. Trakten är obefolkad. Det finns inga samhällen i närheten.